# Domenico Berardi
Domenico Berardi, född 1 augusti 1994, är en italiensk fotbollsspelare (anfallare) som spelar för Serie A-klubben Sassuolo.

## Karriär
Den 12 januari 2014 gjorde Berardi alla fyra målen i en 4–3-hemmaseger över Milan. Detta gjorde honom till den näst yngsta fyramålsskytten i en Serie A-match och den första tonåringen sedan Silvio Piola 1931. Han blev även den första spelaren någonsin att göra fyra mål mot Milan i en och samma match.
Den 6 maj 2014 gjorde Berardi ett hattrick, vilket hjälpte Sassuolo till att vinna med 4–3 borta mot Fiorentina.
Från och med den 18 mars 2022 är Berardi en ut av de 89 spelarna som har gjort 100 mål eller mer i Serie A, efter att han gjorde de första två målen när Sassuolo vann över Spezia med 4-1